# Masa crítica (sociodinámica)
Masa crítica es en sociología una cantidad mínima de personas necesarias para que un fenómeno concreto tenga lugar. Así, el fenómeno adquiere una dinámica propia que le permite sostenerse y crecer. Esta teoría es un paralelismo con el mismo concepto en física, la masa crítica.
Un ejemplo simple puede ser, pongamos, en una gran ciudad. Cuando una persona se para en la calle y mira hacia el cielo, no pasará nada. La gente continuará su camino ignorándolo. Cuando tres personas se paran y miran al cielo, quizá algunas personas se den la vuelta para a continuación seguir andando. Pero solo se necesita un pequeño número (que depende de la cultura, la hora, el ancho de la calle y otros factores) de personas necesarias —digamos, 5 o 7— para hacer que los otros se paren y miren hacia el cielo también.
Este número se llama "masa crítica".
El concepto tiene numerosas aplicaciones en diversos contextos, entre ellos política, dinámica de grupos, publicidad y marketing (por ejemplo el marketing viral), opinión pública y moda.
Algunas de las características de la masa crítica pueden ser modeladas matemáticamente por la teoría de catástrofes.